# Knooppunt Cessange
Knooppunt Cessange (Frans: Croix de Cessange, Luxemburgs:Zéissenger Kräiz) is een verkeersknooppunt in Luxemburg. Hier kruist de A4 richting Luxemburg en Esch-sur-Alzette met de A6 richting Aarlen en Metz en Trier. Het knooppunt is uitgevoerd als een klaverturbine in ongewone vorm, waarbij de turbinebogen vanaf Aarlen naar Esch-sur-Alzette en vanaf Luxemburg naar Metz en Trier lopen. Het is genoemd naar Cessange dat is gelegen in de noordoostelijke oksel van het knooppunt. Cessange was voorheen een op zichzelf staand dorp, maar is gaandeweg aan de stad Luxemburg vastgegroeid en onderdeel van de gemeente Luxemburg. 
| Aansluitende wegen                  | Aansluitende wegen | Aansluitende wegen           | Aansluitende wegen | Aansluitende wegen       |
| ----------------------------------- | ------------------ | ---------------------------- | ------------------ | ------------------------ |
| A6 richting Aarlen / Luik / Brussel |                    | A4 richting Luxemburg        |                    |                          |
|                                     |                    |                              |                    |                          |
|                                     |                    |                              |                    |                          |
|                                     |                    |                              |                    |                          |
|                                     |                    | A4 richting Esch-sur-Alzette |                    | A6 richting Metz / Trier |

Bettembourg · Cessange · Esch · Gasperich · Grünewald · Lankelz